# Obwód (harcerstwo)
Obwód – fakultatywna jednostka organizacyjna w harcerstwie, zrzeszająca hufce, występująca w ZHR oraz w ZHPpgK. 

## Historia
Według Statutu ZHP z 1936 r. okręgi dzieliły się na obwody. Teren obwodów pokrywał się z terenem powiatów. Na czele obwodu stał zarząd w skład którego wchodzili:
- obwodowy kierownik kół przyjaciół,
- hufcowy i hufcowa,[a]
- osoby zaproszone przez hufcowych,
- osoby powołane przez sam zarząd,
- delegat Inspektora szkolnego.

Podczas Zjazdu Tymczasowej Naczelnej Rady Harcerskiej w Warszawie w dniach 2–3 marca 1946 r. postanowiono przywrócić przedwojenny stan Zarządom Obwodów.

## Władze Obwodu
Związek Harcerstwa Rzeczypospolitej
- z urzędu: 
  - hufcowa lub hufcowe, hufcowy lub hufcowi,
  - przedstawiciel kół przyjaciół harcerstwa z terenu obwodu,
- wybrani przez zbiórkę wyborczą obwodu członkowie zarządu, w liczbie ustalonej przez zbiórkę wyborczą obwodu.

Związek Harcerstwa Polskiego działający poza granicami Kraju
- Kierownicy jednostek Harcerzy na terenie Obwodu,
- Kierownicy jednostek Harcerek na terenie Obwodu,
- Obwodowy Kierownik Starszego Harcerstwa,
- Obwodowy Kierownik Kół Przyjaciół Harcerstwa,
- Obwodowy Kapelan.